# Miroslav Císař
Miroslav Císař (Praag, 2 december 1929) is een Tsjechisch componist, musicoloog en dirigent.

## Levensloop
Císař studeerde Russische taal en muziek pedagogiek aan de pedagogische faculteit van de Univerzita Karlova te Praag. Na zijn studie speelde hij viool, altviool en trompet in verschillende orkesten, maar hij studeerde ook compositie en dirigeren. Hij werkte bij de Praagse omroep en bij de muziekuitgave Panton als redacteur. 
In 1978 en 1979 was Miroslav Císař dirigent van de Městská Hudba Františka Kmocha (Historisch orkest van František Kmoch) te Kolín. 
Als componist schreef hij rond 50 eigen werken voor blaasorkest.

## Composities (selectie)

### Werken voor harmonieorkest
- 1988 Veselé noty, intermezzo
- Divertimento
- Gesang der Lerche, voor Es-klarinet en harmonieorkest
- Heimreisepolka
- Lokal na rohu, tango
- Muj Mily Konicku, wals
- Ökjsg köjadfh oder so...
- Pihy
- Sedmihláska
- Směs lidových písní "Na dvě"
- Třeboňská romance
- Zelená směs

### Werken voor accordeon
- Valašský tanec, voor een tot twee accordeons

- International Standard Name Identifier: 0000 0000 5889 5768
- Library of Congress Control Number: n2015051538
- Nationale Bibliotheek van Tsjechië: jn19981000543
- Virtual International Authority File: 83981346
- WorldCat: E39PBJyrYBpCcxGWGBrHhj6xjC